# Idaea angustipennis
Idaea angustipennis là một loài bướm đêm trong họ Geometridae.